# Manuale del Giocatore
Il Manuale del Giocatore (scritto Players Handbook nella prima edizione di Advanced Dungeons & Dragons (AD&D)) è un libro di regole per il gioco di ruolo fantasy Dungeons & Dragons (D&D). Non contiene il regolamento completo del gioco, ma solo le regole per i giocatori del gioco. Le regole aggiuntive per i Dungeon Master (DM), che arbitrano il gioco, si trovano nella Guida del Dungeon Master. Molte regole opzionali, come quelle che regolano i giocatori di livello estremamente alto e alcuni degli incantesimi più oscuri, si trovano in altre fonti.
Fin dalla prima edizione, il Manuale del Giocatore contiene tabelle e regole per la creazione dei personaggi, elenchi delle abilità delle diverse classi di personaggi, proprietà e costi dell'equipaggiamento, descrizioni degli incantesimi che le classi di personaggi che utilizzano la magia (come i maghi o i chierici) possono lanciare e numerose altre regole di gioco. Sia la Guida del Dungeon Master che il Manuale del Giocatore forniscono consigli, suggerimenti e indicazioni per i vari stili di gioco. Il Manuale del Giocatore, la Guida del Dungeon Master e il Manuale dei Mostri costituiscono il regolamento base di D&D.

## Advanced D&D
Il primo Manuale del Giocatore fu pubblicato nel giugno del 1978 con una copertina rigida di 128 pagine. Fu scritto da Gary Gygax e curato da Mike Carr, che scrisse anche la prefazione. La copertina originale è stata realizzata da D.A. Trampier, che ha fornito anche le illustrazioni interne insieme a David C. Sutherland III. In questa edizione, le regole del gioco erano divise tra il Manuale del Giocatore e la Guida del Dungeon Master, stampata successivamente. Le edizioni successive del gioco spostarono la maggior parte delle regole del gioco nel Manuale del Giocatore, lasciando le informazioni necessarie principalmente al DM nella Guida del Dungeon Master. Le nuove regole erano così aperte che le campagne di gioco richiedevano un arbitro o un Dungeon Master.
Il Manuale del Giocatore conteneva le informazioni necessarie per giocare con le classi di personaggi standard: chierici (inclusi i druidi), combattenti (inclusi i ranger e i paladini), utilizzatori di magia (inclusi gli illusionisti), ladri (inclusi gli assassini) e monaci. Il libro includeva anche informazioni sulle razze non umane, come i nani, gli elfi e gli halfling, le abilità dei personaggi, le armature e le armi, le descrizioni degli incantesimi e le regole opzionali per gli psionici.
Nel 1983, la TSR cambiò la copertina del Manuale del Giocatore, anche se i contenuti interni rimasero invariati. La copertina di questa edizione è stata realizzata da Jeff Easley. Le stampe con questa copertina hanno anche un dorso arancione che si adatta agli altri libri di Advanced Dungeons & Dragons. Sono state pubblicate numerose edizioni straniere del Manuale del Giocatore, tra cui versioni per il Regno Unito, l'Australia, la Francia e la Germania. Anche la Games Workshop (Regno Unito) pubblicò una versione con copertina morbida nel 1978.
I rivenditori continuarono a ordinare il Players Handbook della prima edizione anche dopo l'uscita della seconda edizione, facendo sì che la stampa finale avvenisse nel luglio 1990, un anno dopo l'uscita della seconda edizione.
Nel 2012, Wizards of the Coast ha pubblicato una nuova stampa dell'opera originale, denominata "Manuale del giocatore premium della 1ª edizione", come parte di una serie di ristampe in edizione limitata dei libri di regole base originali della 1ª edizione: il Manuale dei mostri, il Manuale del giocatore e la Guida del Dungeon Master. Queste versioni premium dei libri di regole originali di AD&D sono state ristampate con la grafica e i contenuti originali, ma con un nuovo design della copertina. L'acquisto del Manuale del Giocatore ristampato contribuirà a sostenere il Gygax Memorial Fund, istituito per immortalare Gary Gygax con una statua commemorativa a Lake Geneva, Wisconsin.

## Advanced D&D Seconda Edizione
Il Manuale del Giocatore della seconda edizione di Advanced Dungeons & Dragons è un libro di 256 pagine con copertina rigida scritto da David "Zeb" Cook e pubblicato nel 1989. La copertina originale è di Jeff Easley e il libro presenta otto illustrazioni a colori a tutta pagina, oltre ad altre illustrazioni interne di Douglas Chaffee, Larry Elmore, Craig Farley, John e Laura Lakey, Erik Olson, Jack Pennington, Jeff Butler, Jeff Easley, Jean E. Martin e Dave Sutherland.
Il Manuale del Giocatore della seconda edizione era compatibile con le regole della prima edizione, ma era stato snellito e chiarito. Il libro includeva informazioni su come giocare le classi di personaggi standard: guerrieri (inclusi combattenti, paladini e ranger), maghi (inclusi maghi e maghi specialisti come gli illusionisti), sacerdoti (chierici e linee guida per le variazioni in base al mito, incluso il druido come esempio) e furfanti (inclusi ladri e bardi); mentre la maggior parte delle classi di personaggi rimasero più o meno le stesse delle regole della prima edizione, il bardo fu regolarizzato e l'assassino e il monaco furono abbandonati. La TSR, Inc. rimosse anche alcune razze dal gioco, come i mezz'orchi, anche se alcune di queste furono reinserite nel gioco in supplementi, come The Complete Book of Humanoids.
È stato nel libro Player's Option - Spells & Magic della seconda edizione che è stato introdotto per la prima volta l'artificiere, come scelta specialistica per gli utenti di magia. Furono aggiunte regole opzionali per le abilità, note come competenze, e furono ampliate le sezioni che descrivevano il gioco di ruolo, il combattimento, la magia, il tempo e il movimento, l'equipaggiamento e le descrizioni degli incantesimi. Il libro includeva importanti cambiamenti per quanto riguarda le classi dei personaggi, le razze e la magia, e incorporava molte nuove regole che erano state pubblicate in supplementi come Unearthed Arcana e Dragonlance Adventures.
Il Manuale del Giocatore della seconda edizione è stato premiato come Origins e Gamer's Choice. Lawrence Schick, nel suo libro Heroic Worlds del 1991, ha definito il libro "un grande miglioramento" rispetto alla prima edizione; ha notato che la classe di personaggi del monaco è stata "bandita nelle Avventure Orientali, a cui appartiene", ma ha commentato che le descrizioni degli incantesimi "si sono gonfiate fino a superare le 100 pagine".
Nel 1995, nell'ambito del 25º anniversario della TSR, fu pubblicata una nuova versione del Manuale del Giocatore della seconda edizione. Il libro fu rivisto, diventando più grande di sessantaquattro pagine, soprattutto a causa di cambiamenti nell'impaginazione e di nuovi disegni. Una nuova prefazione in questa edizione dichiarava specificamente che il libro non era Advanced Dungeons & Dragons 3ª edizione.
Il Manuale del Giocatore della seconda edizione è stato riprodotto come ristampa premium il 21 maggio 2013.

## D&D Terza Edizione
La terza edizione, pubblicata il 10 agosto 2000, ha rappresentato un'importante revisione del gioco, compresa l'adozione del sistema d20. La terza edizione eliminò anche la parola Advanced dal titolo, poiché l'editore decise di pubblicare una sola versione del gioco invece di entrambe le versioni, base e avanzata.
Monte Cook, Jonathan Tweet e Skip Williams hanno contribuito alla stesura del Manuale del Giocatore, della Guida del Dungeon Master e del Manuale dei Mostri della terza edizione. Il design del libro è stato affidato a Tweet. La copertina è di Henry Higginbotham, mentre gli interni sono opera di Lars Grant-West, Scott Fischer, John Foster, Todd Lockwood, David Martin, Arnie Swekel e Sam Wood. Il Manuale del Giocatore della terza edizione ha visto anche il ritorno di mezz'orchi e monaci nel set di regole base, insieme ad alcune classi completamente nuove.
Il recensore di Pyramid ha commentato l'uscita della terza edizione affermando che: "C'è molto da apprezzare di Dungeons and Dragons 3ª Edizione, come si vede nel Manuale del Giocatore. La nuova grafica è splendida ed evocativa, e nelle 286 pagine del regolamento principale ci sono molte regole ben scritte e ben strutturate". Un altro recensore ha scritto una risposta alla prima recensione. Un terzo recensore ritiene che il team di progettazione abbia "smussato le asperità della 2ª Edizione di Advanced Dungeons & Dragon e aggiunto tonnellate di novità per rendere D&D 3ª Edizione il miglior gioco di ruolo orientato al combattimento che si possa comprare".
Nel luglio 2003, le regole sono state nuovamente riviste alla versione 3.5 sulla base di due anni di feedback dei giocatori. Le revisioni al Manuale del Giocatore includono un maggiore bilanciamento delle classi tra loro. Andy Collins è responsabile della revisione del Manuale del Giocatore 3.5. La copertina è di Henry Higginbotham, mentre gli interni sono di Lars Grant-West, Scott Fischer, John Foster, Jeremy Jarvis, Todd Lockwood, David Martin, Wayne Reynolds, Arnie Swekel e Sam Wood.
Nel maggio 2006 è uscito il Player's Handbook II, progettato per seguire il Player's Handbook standard. Questo libro è stato progettato da David Noonan. Contiene quattro nuove classi, oltre a nuovi incantesimi, imprese e nuove opzioni di gioco di ruolo. La copertina rende omaggio al Manuale del Giocatore della prima edizione.
Il Manuale del giocatore della 3.5 edizione è stato riprodotto come ristampa premium il 18 settembre 2012.

## D&D Quarta Edizione
Il 6 giugno 2008 è stato pubblicato il Manuale del Giocatore della Quarta Edizione, sottotitolato Eroi Arcani, Divini e Marziali. Inizialmente era stato annunciato che i tre manuali di base della Quarta Edizione sarebbero stati pubblicati nell'arco di tre mesi, ma la data è stata cambiata dopo che il feedback dei clienti ha rivelato che la maggioranza dei clienti di D&D preferiva che tutti e tre i manuali di base fossero pubblicati nello stesso mese. Il Manuale del Giocatore della Quarta Edizione è stato disegnato da Rob Heinsoo, Andy Collins e James Wyatt. L'illustrazione della copertina è di Wayne Reynolds e quella della quarta di Dan Scott, mentre le illustrazioni interne sono di Zoltan Boros & Gabor Szikszai, Matt Cavotta, Eric Deschamps, Wayne England, David Griffith, Ralph Horsley, Howard Lyon, Raven Mimura, Lee Moyer, William O'Connor, Steve Prescott, Dan Scott, Anne Stokes, Franz Vohwinkel ed Eva Widermann.
Il primo Manuale del Giocatore include otto classi: chierico, combattente, paladino, ranger, ladro, stregone, signore della guerra e mago, e otto razze: dragonborn, nano, eladrin, elfo, umano, mezz'elfo, halfling e tiefling. Le classi del warlock e del warlord, e le razze del dragonborn e del tiefling, rappresentavano nuove aggiunte alle regole base, mentre il libro tralasciava elementi base precedenti come le classi del monaco e del bardo e le razze dello gnomo e del mezz'orco. Wizards of the Coast sottolineò che questi elementi sarebbero stati introdotti nei successivi Manuali del Giocatore e sarebbero stati considerati centrali per il gioco come quelli del primo libro.
Il Manuale del Giocatore 2 della quarta edizione, sottotitolato Eroi Arcani, Divini e Primali, è stato pubblicato il 17 marzo 2009. Il Manuale del Giocatore 2 include otto classi: vendicatore, barbaro, bardo, druido, invocatore, sciamano, stregone e guardiano, e cinque razze: deva, gnomo, goliath, mezz'orco e mutaforma. Il libro ha raggiunto il n. 28 della classifica dei bestseller di USA Today la settimana del 26 marzo 2009 e il n. 14 della classifica dei bestseller di saggistica del Wall Street Journal una settimana dopo.
Un terzo libro della serie, Player's Handbook 3, sottotitolato Psionic, Divine and Primal Heroes, è stato pubblicato il 16 marzo 2010. Recuperato il 2011-02-20. Il libro è stato disegnato da Mike Mearls, Bruce R. Cordell e Robert J. Schwalb, con la copertina di Michael Komarck e gli interni di Ralph Beisner, Eric Belisle, Kerem Beyit, Wayne England, Jason A. Engle, Carl Frank, Randy Gallegos, Adam Gillespie, Ralph Horsley, Roberto Marchesi, Jake Masbruch, Jim Nelson, William O'Connor, Hector Ortiz, Shane Nitzche, Wayne Reynolds, Chris Seaman, John Stanko, Matias Tapia, Beth Trott, Francis Tsai, Eva Widermann, Sam Wood, Ben Wootten e Kieran Yanner. Include sei classi: ardente, battlemind, monaco, psion, runepriest e seeker, oltre a quattro razze: wilden, minotauro, githzerai e shardmind. Il PHB3 include anche nuove regole di multiclassamento per i personaggi ibridi.

## D&D Quinta Edizione
Il Manuale del Giocatore della quinta edizione è stato pubblicato il 19 agosto 2014. Il Manuale del Giocatore contiene le regole di base del sistema 5e, le classi e le razze di base e le opzioni di personalizzazione del personaggio.
Nella classifica "Best-selling Books Week Ending September 1, 2014" di Publishers Weekly, il Player's Handbook si è piazzato al primo posto nella categoria "Hardcover Nonfiction" e ha venduto 22.090 unità. È rimasto nella top 25 per quattro settimane.
Il Manuale del Giocatore della 5ª edizione ha vinto l'Origins Award 2015 come Miglior Gioco di Ruolo e Gioco di Ruolo Preferito dai Fan. Il libro ha vinto tre ENnie Awards d'oro 2015, "Miglior gioco", "Migliori regole", "Prodotto dell'anno", e un premio d'argento per "Miglior scrittura" di Jeremy Crawford, James Wyatt, Robert J. Schwalb e Bruce R. Cordell.
Chuck Francisco di mania.com ha commentato: "Pur essendo un sistema facilmente accessibile, la 4e ha lasciato una sensazione tiepida nel mio gruppo di gioco. C'era qualcosa di troppo generico e poco interessante nei personaggi dei giocatori che pervadeva il sistema, soprattutto sulla scia della 3.5e (che secondo alcuni forniva troppe opzioni tanto da confondere). Nel processo, i personaggi della 4e hanno perso un indescrivibile senso di croccantezza, ma sono lieto di dire che è stato riportato in auge nel nuovo capitolo di questa venerata serie da tavolo".
Andrew Zimmerman Jones di Black Gate commenta il Manuale del Giocatore della quinta edizione: "Il loro approccio leggero alle regole lo rende un sistema naturale per i vecchi fan per portare nuovi giocatori nell'hobby, ma anche con questa offerta iniziale ci sono abbastanza opzioni di personalizzazione per far sì che i giocatori della vecchia scuola siano felici di giocarci".